# HE0107-5240
HE0107-5240 – gwiazda w gwiazdozbiorze Feniksa oddalona o około 36 000 lat świetlnych od Ziemi, jedna z najstarszych znanych gwiazd.
Jej wiek wynosi około 13 miliardów lat, więc powstała ona niecały miliard lat po Wielkim Wybuchu. Gwiazda ta należy do najstarszych gwiazd II populacji, ale zawiera już pierwiastki cięższe od wodoru i helu, nie jest więc przedstawicielką III populacji. Jej metaliczność równa jest -5,2 ± 0,2, co odpowiada 1/200 000 zawartości metali w Słońcu.
HE0107-5240 jest wyjątkowo mało masywną gwiazdą jak na wczesny Wszechświat. Jest to jednak przyczyna, dla której możemy ją obecnie obserwować – masywniejsze gwiazdy już przestały istnieć.